# Lupión

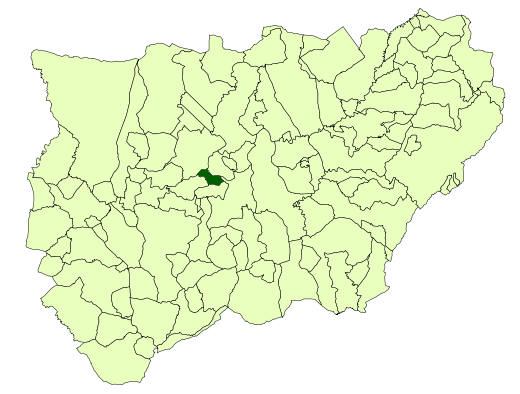
Localização de Lupión

Lupión é um município da Espanha na província de Jaén, comunidade autónoma da Andaluzia, de área 24,3 km² com população de 1012 habitantes (2004) e densidade populacional de 42,52 hab/km².

## Demografia
| Variação demográfica do município entre 1991 e 2004 | Variação demográfica do município entre 1991 e 2004 | Variação demográfica do município entre 1991 e 2004 | Variação demográfica do município entre 1991 e 2004 |
| --------------------------------------------------- | --------------------------------------------------- | --------------------------------------------------- | --------------------------------------------------- |
| 1991                                                | 1996                                                | 2001                                                | 2004                                                |
| 1157                                                | 1107                                                | 1043                                                | 1026                                                |